# Бенеш Тржебизский, Вацлав
Вацлав Бенеш Тржебизский (чеш. Václav Beneš Třebízský, псевдоним Тржебизский взят по месту рождения; 27 февраля 1849, Тржебиз (ныне — в районе Кладно Среднечешского края Чешской Республики) — 20 июня 1884, Мариенбад) — чешский писатель

 и католический священник.

## Биография
Родился в семье портного. Учился в гимназии в Слани и Праге. Затем изучал богословие в Праге. В 1875 был рукоположен в священники. Служил сначала в приходе близ города Бероун, с 1876 — в Клецани возле Праги.
Заболел туберкулёзом, и несмотря на неоднократные поездки на курорты Европы, умер во время лечения в Мариенбаде в 1884 году.
Тело покойного было перевезено в Прагу и похоронено на Вышеградском кладбище. Первая биография Тржебизского, написанная Йозефом Брауном, вышла в 1889 году.

## Творчество
Тржебизский — романист и повествователь, полный любви к народу и идеализма. Автор произведений из прошлого Чехии. Подобно Алоису Йирасеку, создал ряд исторических романов, изображающих движение гуситов, период австрийского господства («тьмы») и национального возрождения, но также описывал другие периоды чешской истории от ранних истоков государства до XIX века. Действие многих исторических работ Требизского происходит в регионе, где родился автор — в Сланском, Бероунском и Клецанском районах.
Произведения писателя пользовались большой популярностью в чешском обществе.

### Избранная библиография

#### Романы
- Královna Dagmar (История жизни Дагмар, дочери короля Отакара I, которая вышла замуж за датского короля Вальдемара II Победоносного);
- Anežka Přemyslovna (История Богемии во время правления Вацлава I);
- V podvečer pětilisté růže (Роман из эпохи императора Рудольфа II об упадке славного графского семейства Розенбергов);
- Bludné duše (Роман о великом восстании 1775 года).

#### Сборники исторических рассказов
- V červáncích kalicha
- V záři kalicha
- Pod doškovými střechami
- Z různých dob
- Ze sázavských letopisů
- Z pověstí karlštejnského havrana
- Pobělohorské elegie
- Povídky starého zbrojnoše a jiné obrázky z naší minulosti